# Далатиевые
Далатиевые, или пряморотые акулы (лат. Dalatiidae) — семейство акул из отряда катранообразных, в которое включают 7 родов и 10 видов. Далатиевые акулы очень близки к катрановым акулам, но в отличие от последних не имеют колючек перед спинными плавниками, за исключением карликовой колючей акулки, у которой имеется небольшой шип. Они обитают во всех океанах от Арктики и Антарктики до тропических морей. Некоторые виды являются объектом коммерческого промысла. Некоторые виды обитают у берега, тогда как другие встречаются в открытом океане. Они размножаются яйцеживорождением. Имеются два небольших спинных плавника. Основание второго спинной плавника намного длиннее, чем основание первого. Глаза довольно крупные. Веслообразные грудные плавники закруглены. Анальный плавник и мигательная мембрана отсутствуют. Самый маленький представитель семейства имеет длину 41,6 см, а самый крупный 1,8 м. Некоторые виды обладают биолюминесцирующими органами.
Семейство названо по имени рода Dalatias, которое происходит от слова др.-греч. δᾱλός — «факел», «пылающая головня».

## Классификация
- Dalatias Rafinesque, 1810 — Далатии, или пряморотые акулы
  - Dalatias licha (Bonnaterre, 1788) — Далатия, или чёрная акула, или американская пряморотая акула
- Euprotomicroides Hulley et Penrith, 1966 — Светлохвостые акулы
  - Euprotomicroides zantedeschia Hulley et Penrith, 1966 — Светлохвостая акула
- Euprotomicrus Gill, 1865 — Карликовые акулки
  - Euprotomicrus bispinatus (Quoy & Gaimard, 1824) — Карликовая акулка
- Heteroscymnoides Fowler, 1934 — Карликовые колючие акулы
  - Heteroscymnoides marleyi Fowler, 1934 — Длинноносая карликовая колючая акула
- Isistius  Gill, 1865 — Светящиеся акулы
  - Isistius brasiliensis (Quoy & Gaimard, 1824) — Бразильская светящаяся акула
  - Isistius labialis Meng, Zhu & Li, 1985
  - Isistius plutodus Garrick & Springer, 1964 — Большезубая светящаяся акула
- Mollisquama Dolganov, 1984 — Маллисквамы
  - Mollisquama parini Dolganov, 1984 — Маллисквама
- Squaliolus Smith & Radcliffe, 1912 — Карликовые колючие акулки
  - Squaliolus aliae Teng, 1959
  - Squaliolus laticaudus Smith & Radcliffe, 1912 — Карликовая колючая акулка